# Ludovico Manin
(Lodovico Giovanni Manin, il giorno dell'arrivo delle truppe napoleoniche a Venezia per la sua occupazione, 30 aprile 1797)
Lodovico Giovanni Manin (Venezia, 14 maggio 1726 – Venezia, 24 ottobre 1802) è stato il 120º e ultimo doge della Repubblica di Venezia dal 9 marzo 1789 al 15 maggio 1797.

## Biografia

### Infanzia ed educazione
Nacque da Lodovico Alvise e da Maria di Pietro Basadonna, pronipote del cardinale Pietro Basadonna. La ricchissima famiglia Manin, di origine toscana, si era trasferita in Friuli durante il Trecento, ed era entrata a far parte del patriziato veneziano in epoca recente (1651), non per meriti, ma grazie all'esborso di centotrentamila ducati, usati per finanziare la guerra di Candia; nonostante ciò, grazie ai matrimoni con casate influenti, essa riuscì a garantirsi una posizione sociale elevata, tale da soddisfare le mire politiche dei suoi membri.
Lodovico ebbe una prima formazione culturale dalla madre, donna assai colta, passando poi al collegio dei nobili "San Francesco Saverio" di Bologna, gestito dai Gesuiti. I suoi studi furono prettamente umanistici: dapprima si cimentò nelle letterature italiana e francese, passando poi agli studi di retorica e filosofia, e sostenne delle tesi sul diritto naturale.
Nel 1743 partì per Roma, accompagnando il fratello Pietro, diretto al Collegio Clementino, e vi rimase sino al 1746. Qui proseguì gli studi di storia, retorica, matematica, francese, ballo e scherma, sotto la supervisione di un sacerdote. Sempre assieme a Pietro, partì poi per Napoli, dove fu ospite del console veneziano, che li presentò al re Carlo di Borbone.

### Carriera politica
Tornò a Venezia il mese successivo. Nel 1748 sposò Elisabetta di Giannantonio Grimani, del ramo "dei Servi", proveniente da una delle famiglie più prestigiose della città, che aveva dato alcuni dogi. Ciò permise al Manin di accelerare la propria carriera politica: entrò nel Maggior Consiglio nel 1751 e fu subito eletto capitano di Vicenza. In questa veste si distinse per la risolutezza nel combattere il contrabbando e nella riscossione dei debiti, ma anche per la prudenza e le qualità di mediatore.
In virtù dei suoi successi a Vicenza, nel 1756 il Maggior Consiglio lo creò capitano di Verona. Durante il suo mandato l'Adige straripò, provocando una disastrosa alluvione, tuttavia il Manin reagì tempestivamente, organizzando i soccorsi e ottenendo un adeguato aiuto economico dal governo. Nel 1763 assunse il prestigioso incarico di podestà di Brescia e, appena un mese dopo, diveniva procuratore di San Marco de ultra. Vi fu chi osservò con sarcasmo che quest'ultima nomina era dovuta non alle sue qualità, ma agli esborsi fatti dai parenti e da lui stesso. Certo è che i Manin festeggiarono con grandissimo sfarzo l'evento, con feste e processioni sia a Brescia sia a Venezia.
Successivamente fu impiegato nell'ambito economico, distinguendosi come ottimo amministratore finanziario: fu revisore in zecca (1764-1768), revisore e regolatore dei dazi (1768-1770), provveditore in zecca (1771-1773), revisore e regolatore delle entrate pubbliche (1773-1775), inquisitore sull'amministrazione dei pubblici ruoli (1774-1776), revisore e regolatore dei dazi (1776-1778), deputato delle cose dell'Arsenale (1780-1783), magistrato dei beni inculti designato al prosciugamento delle Valli Grandi Veronesi, ancora Revisore e regolatore delle entrate pubbliche (1783-1785), Deputato alla regolazione delle tariffe mercantili di Venezia (1785-1789), Inquisitore sull'esazione dei pubblici crediti (1788).

### Elezione

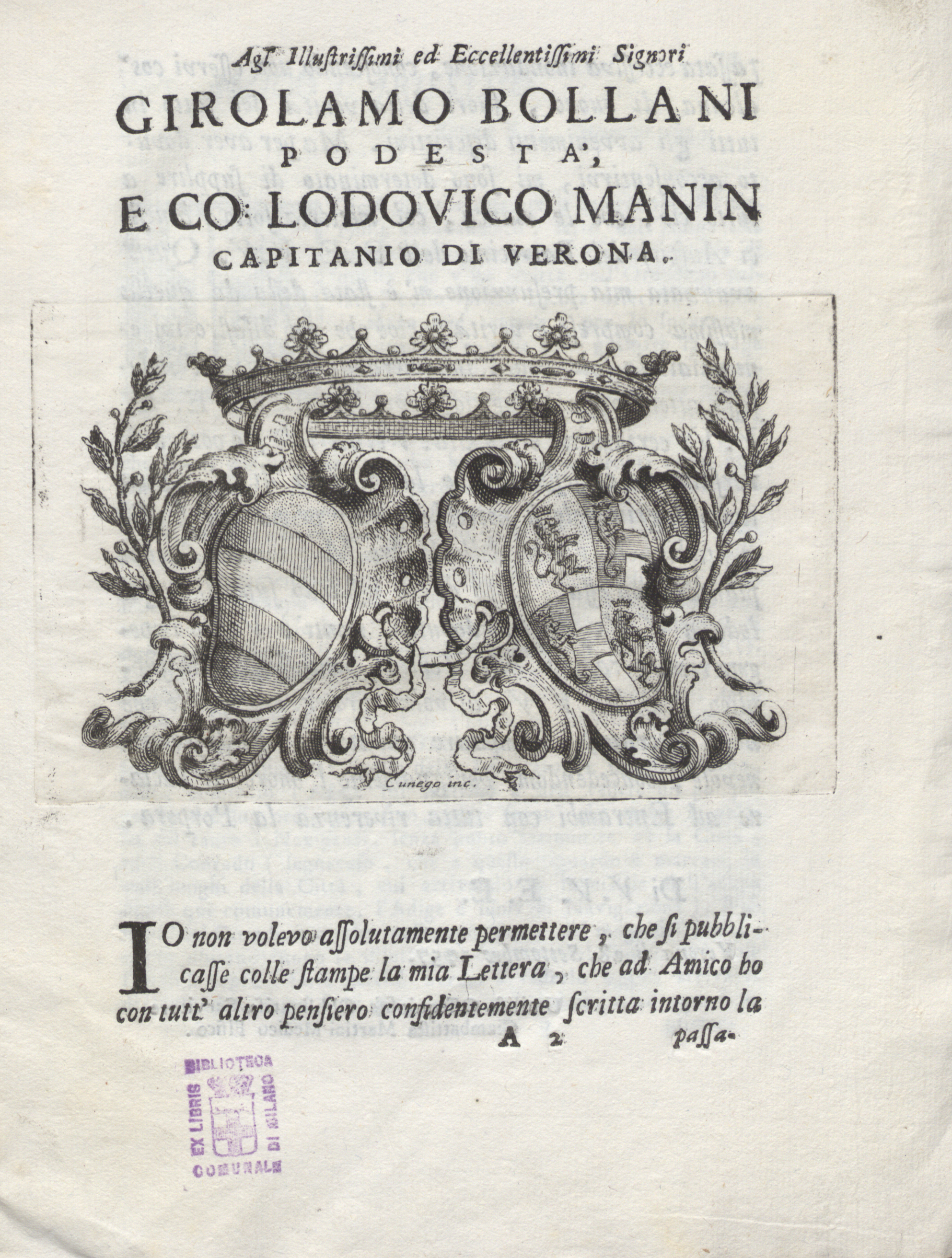
Un'opera di Giovanni Battista Martini dedicata a Lodovico Manin mentre era Capitano di Verona, 1757

La posizione politica del Manin fu consolidata dall'elezione a doge di Paolo Renier, suo parente stretto (1779). Aiutato inoltre da una notevole rete parentale e clientelare, conosciuto per la sua ricchezza, ma anche per l'accortezza negli affari e nella gestione delle finanze, il Manin risultava uno dei candidati ideali per il dogato.
L'unico concorrente di un certo rilievo era Andrea Memmo, noto diplomatico, il quale però, a causa delle sue idee riformiste, finì per perdere il sostegno del suo partito. Ad Andrea Memmo era venuto meno, inoltre, l'appoggio di Giorgio Rea, ricco nobile vicentino che non ne condivise più lo spirito riformista poiché troppo intraprendente, avvicinandosi, piuttosto, alla strategica e saggia prudenza politica del Manin . Manin si presentò quindi come candidato unico della fazione maggioritaria e fu eletto al primo scrutinio, il 9 maggio 1789, con 27 voti favorevoli. In quell'occasione si ricorda il celebre commento di un altro aspirante al soglio ducale, Pietro Gradenigo: «I ga fato dose un furlan, la Republica xe morta».

### Dogado
Già alla data di elezione di Lodovico Manin la situazione di Venezia era tesa, tra fermenti interni dovuti alle richieste di maggiore democraticità e i fatti di Francia, dove si preparava la Rivoluzione. Negli anni successivi Venezia cercò di mantenersi neutrale tra gli Stati reazionari e le forze libertarie spalleggiate dalla Francia.

Il 30 agosto 1792 la moglie Elisabetta morì a Treviso; i suoi funerali si svolsero in pompa magna nella basilica di San Marco. Dovuto dallo strazio della perdita, il doge avrebbe voluto abdicare per ritirarsi a vita privata, tuttavia il Senato non glielo permise. Cercò, allora, di far funzionare al meglio la pubblica amministrazione, controllando che tutti i titolari di cariche pubbliche si attenessero scrupolosamente ai loro doveri e insistendo più volte che si facesse una riforma istituzionale per abolire magistrature e organismi ormai desueti; scrisse nelle sue memorie:
Per via della salute precaria, l'aspetto malaticcio e la debolezza come doge, i veneziani gli avevano affibbiato il soprannome di sior spavento.

### Abdicazione (1797)

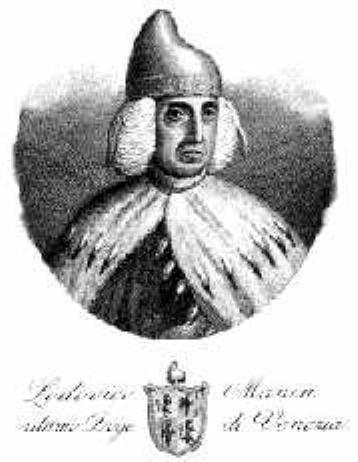
Lodovico Manin

Un cronista lo descrisse così: «Aveva sopracciglia folte, occhi bruni e smorti, naso grosso aquilino, il labbro superiore sporgente, andatura stanca, persona lievemente inclinata. Si leggeva nell'espressione del viso l'interno sgomento, che informava e governava ogni azione». Il 30 aprile, quando già le truppe francesi erano giunte in riva alla laguna e cercavano di raggiungere Venezia, Lodovico Manin, riunito insieme alla Signoria, i Savi, i capi dei Dieci e alcuni magistrati, pronunciò la celebre frase «Sta note no semo sicuri gnanca nel nostro leto».
Alle sedute del Maggior Consiglio dei giorni successivi, in cui si doveva decidere se cedere alle richieste francesi, si presentò pallido e con voce tremante: Napoleone pretendeva la creazione di un regime democratico al posto della vigente oligarchia, lo sbarco di un'armata di 4 000 soldati francesi a Venezia (e sarebbe stata la prima volta di un esercito straniero a Venezia dall'epoca della fondazione), la consegna di alcuni capitani veneziani che avevano combattuto l'esercito francese invasore in terraferma. L'8 maggio il doge si dichiarò pronto a deporre le insegne ducali nelle mani dei capi della rivoluzione, invitando nel contempo tutte le magistrature allo stesso passo: pare che uno dei consiglieri ducali, tal Francesco Pesaro, avesse invece spronato il doge a fuggire a Zara, possedimento veneziano nella Dalmazia ancora fedele e sicura. Il rifiuto del doge fu giusto: essa fu conquistata dai francesi subito dopo.
Il 12 maggio si svolse l'ultima riunione del Maggior Consiglio in cui, pur in mancanza del numero legale dei presenti (pertanto con deliberazione giuridicamente non valida), fu deciso di accettare in tutto e per tutto le richieste di Bonaparte. Si decise anche lo sgombero dei soldati schiavoni da Venezia, così da non determinare incidenti quando fossero entrati in città i militari francesi. Terminata la seduta, Manin si tolse il corno, simbolo del dogato, e scendendo le scale lo regalò al proprio segretario non avendone lui più bisogno. Questa ultima seduta è stata descritta da Ippolito Nievo nel romanzo Le confessioni di un italiano. Il 15 maggio il doge lasciò il palazzo ducale per ritirarsi nel palazzo della sua famiglia, e i francesi entrarono a Venezia. Per prima cosa i francesi si impossessarono della Zecca di Venezia, dove Manin conservava il suo denaro assieme a quello pubblico. Più del sessanta per cento dell'oro zecchino in deposito era proprietà personale dei Manin.

### Ultimi anni e morte

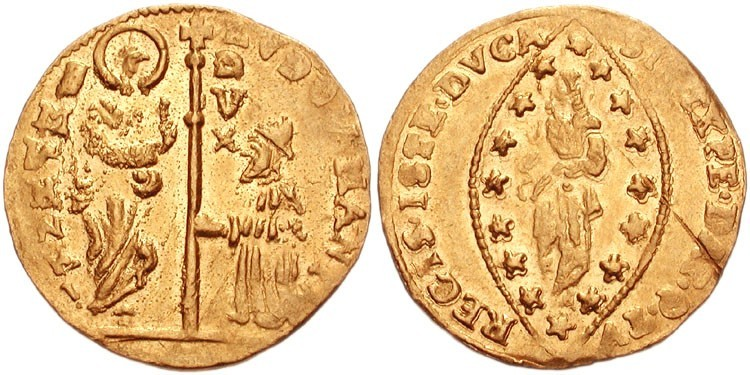
Zecchino d'oro. È presente la raffigurazione Lodovico Manin inchinato dinnanzi a San Marco evangelista.

Preoccupato per una possibile ritorsione francese contro Venezia, Manin fu sollevato quando, nel 1798, la città passò all'Arciducato d'Austria, in base al trattato di Campoformio e figurò in una delegazione di dodici membri che giurò fedeltà al nuovo governo. Nel periodo successivo vide aumentare il proprio prestigio, anche perché il cognato Francesco Pesaro era divenuto consigliere di Francesco II e commissario straordinario per Venezia e la Terraferma.
A partire dal 1800 cominciò a farsi vedere più spesso in giro, a passeggio per Cannaregio, diretto alla chiesa dei Servi o al Ridotto. Si distinse inoltre nelle opere di beneficenza, stabilendo la somma di quarantamila ducati all'anno da destinare ai poveri. Nonostante ciò, visto ancora come diretto responsabile della caduta della Serenissima, fu un bersaglio continuo di insulti e furti.
Morì nel 1802 e fu sepolto nella cappella di famiglia agli Scalzi.